# Embolija
Emobolija (lat.: embolia) je prijenos različitih materijalnih čestica (embolusa) krvnim ili limfnim putem s mjesta formiranja ili ulaska u tijelo i njihovo zaglavljivanje u krvnim žilama manjeg promjera ili u limfnim žilama, što za posljedicu ima razvoj poremećaja cirkulacije. Na mjestima embolizacije formiraju se ishemijska ognjišta, tj. fokusne nekroze, kao posljedica djelomičnog ili potpunog začepljenja krvnih ili limfnih žila. Podrijetlo čestica (embolusa) može biti unutar organizma ili izvan njega. To mogu biti čvrsti, tekući ili plinski materijali; makro i mikrotrombi, bakterije, paraziti, stanice, pigmenti, kapljice masti i ulja, mehurići plina i zraka, strana tijela itd.

## Podjela embolija prema pravcu kretanja embolusa
Embolije se prema pravcu kretanja embolusa u krvnoj struji dijele na;
- Ortogradnu emboliju u kojoj se embolus kreće u homolognom pravcu, odnosno pravcu normalnog strujanja krvi. Kao tipičan primjer ortogradne embolije navodi se embolija plućne arterije u tijeku tromboze vena donjih udova (bedrene vene), vena male zdjelice, donje šuplje vene, parijetalne tromboze u desnom atriju srca i embolije vene porte, koja nastaje nakon tromboze mezenterijalnih vena.
U ortogradne embolije također spada arterijska embolija u velikom krvotoku. Izvor embolusa u ortogradnoj emboliji može da bude tromboza plućnih vena, parijetalna tromboza u lijevom atriju ili na mitralnim i aortnim zaliscima srca ili parijetalna tromboza kod ateromatozno izmijenjene aorte ili tromboze velikih arterija.
- Retrogradnu emboliju u kojoj se materijal kreće u suprotnom pravcu od strujanja krvi, pod utjecajem valova pulsacija srca ili kašlja. Pozitivan venski puls najčešće nastaje kod insuficijencije trikuspidalnog ušća i kod kašlja, koji može izazvati prijenos čestica tromba iz desnog atrija srca u vene jetre.
 Slična se pojeva može desiti i kod upale srednjeg uha u toku koje za vijreme kašlja dijelovi tromba mogu prijeći preko gornje i donje šuplje vene u vene jetre.
- Paradoksalnu emboliju u kojoj se prijenos čestica iz venskog u arterijski krvotok obavlja preko otvora ili defekta u pregradi srca (septum) (npr. kod intraarterijalnog i intraventrikularnog defekta septuma), tj. kod prijelaza embolusa iz desne u lijevu polovinu srca. Ovaj se mehanizam može zbiti jedino ako za vijreme prijenosa postoji povišen tlak u desnom atriju ili ventrikulu, koji je viši od tlaka u lijevoj polovini srca.

## Podjela prema vrsti embolusa
Materijali ili embolusi koji se prenose krvnim ili limfnim putem mogu biti;
- čvrste tvari, odvojeni trombi, djelići tkiva, grupice tumorskih stanica,
- tekućine, npr. kapljice masti
- plinovi, kao što je zrak.

Čestice materijala u emboliji mogu biti i bakterije (tada govorimo o septičkoj emboliji) ili biti bez bakterija (aseptička embolija).
Embolijski prenijete čestice mogu biti izvanjskog podrijetla, te mogu biti aktivne strane čestice, kao što su paraziti ili pasivne strane čestice kao npr. strana tijela.
Embolusi mogu nastati i u samom organizmu kao što su trombi ili grupice tumoralnih stanica.

### Tromboembolija
Tromboembolija je najčešći oblik embolije, u tijeku koje se trombi prenose kroz arterijski ili venski krvotok. U početnom i još neorganiziranom stanju stvoreni se tromb može otkinuti i prenijeti krvnom strujom. Odvajanje tromba olakšano je pritiskom na krvne žile tijekom mišićne kontrakcije, ustajanjem poslije duljeg mirovanja u krevetu, pritiskom na trbušnu šupljinu pri defekaciji, ili pri jačem kašljanju ili kihanju. Najlakše se otkidaju mekani i dugački trombi (pretežno nastali iz tromba formiranih primarnom konglutinacijom trombina) i mogu doseći duljinu od 20 do 50 cm. Često se odvajaju i trombi s površine srčanih zalistaka, kod endokarditisa i trombi nastali u srčanim šupljinama.
Zaglavljenjem otkinutih tromba ili dijelova tromba, dolazi do embolijskog začepljenja krvne žile i infarkta pogođenog tkiva. Prije nego što se tromb zaglavi često biva potisnut prema račvanju krvnih žila, gdje se raspada u više komadića, pri čemu nastaju višestruke embolije, ili embolije poput „gelera“.
Embolija plućne arterije trombom spada u grupu najzastupljenijih u obdukciskom materijalu. Najveći broj tromba u ovoj emboliji potječe iz bedrene vene i vena potkoljenice, znatno rjeđe iz vena stopala, vena prostatskog i materničnog pleksusa, a ponekad i iz bubrežnih vena. Veoma rijetko trombi potiču iz sliva gornje šuplje vene iako se donekle povećava broj trombnih embolija iz ovog područja pod utjecajem moderne intenzivne terapije i invazivne dijagnostike srca. Tromboza vena je češći izvor embolije od tromboflebitisa.
Trombna embolija lakše nastaje kod svih oblika insuficijencije srca, zbog infarkta miokarda, kod mana srčanih zalistaka i kod apsolutne srčane aritmije, što češće dovodi do promjena tlaka u venama. Gojaznost i suvremeni životni stil značajno utječe na povećanu učestalost embolija, dok su u siromašnim zemljama embolije znatno rjeđe.
Žene su češće pogođene embolijom plućne arterije, pri čemu broj embolija raste sa starošću pacijenata. Klimatski utjecaji imaju značaja, posebno nagle promene atmosferskog tlaka. Tjelesna naprezanja utječu na promjenu tlaka u venama pri kašlju i defekaciji, kao i tjelesna aktivnost poslije duljeg vremena provedenog u krevetu.
U prošlosti se smatralo da je osnovni mehanizam koji uzrokuje smrt za plućne embolije, mehanički blok plućnog krvotoka. Međutim smrt može nastati i ako nije došlo začepljenja srca i glavnih grana plućne arterije, već može nastati i kod začepljenja manjih grana. Vjerojatno je da u ovim slučajevima značajan čimbenik predstavlja vagalno-plućni refleks sa spazmom plućnih i srčanih arterija. Vjeruje se da u ovom mehanizmu sudjeluje i serotonin, koji se inače nalazi u znatnim količinama u trombocitima i serumu tromba, a ima vazokonstrikcijsko djelovanje.

### Masna embolija
Ako je embolus koji začepljuje krvnu žilu kapljica masti, tada je riječ o masnoj ili adipoznoj emboliji. Masna embolija se definira i kao začepljenje lumena krvnih žila ili srčanih šupljina kapima masti dospjelim putem krvotoka
U literaturi, se najčešće opisuju sljedeće masne embolije:
- Prirodna (endogena) adipozna embolija je embolija koja nastaje kao komplikacija ili posljedica bolesti (npr. u sklopu anemije srpastih stanica,pankreatitisa, hepatitisa, fulminantnih osteomijelitisa, šećerne bolesti, nefrotskog sindroma, itd.)[7][8][9]
- Nasilna (posttraumska, egzogena) adipozna embolija koja se u forenzičkoj praksi opisuje kao ona koja nastaje zbog traume i u izravnoj je vezi s njom (frakture dugih cjevastih kostiju, opsežne kontuzije potkožnog masnog tkiva, trovanja praćena nekrozom jetre, npr., aflatoksinom ili ugljiktetrakloridom, itd.)[10][11] Nasilna masna embolija može nastati i kod; opeklina i primjene unutarmaterničnih abortivnih sredstava.[4]
- Jatrogena masna embolija nastala kao komplikacija nekih dijagnostičkih ili terapeutskih postupaka u liječničkoj praksi (npr., poslije intraarterijske kemooterapije cisplatinom, transfuzije krvi, transplantacije koštane srži ili bubrega, parenteralne infuzije lipida, ugradnje srčana premosnica, liječenja visokim dozama kortikosteroida, inhalacijske anestezije, rendgenskih snimanja lipofilnim kontrastima, liposukcije, nekih ortopedskih operacija, npr. ugradnje umjetnog kuka ili koljena itd.).[8]

Kliničkoj slici masne embolije obično prethodi latentni period, koji poslije povrede, obično iznosi 24 do 72 sata, ali može trajati i do devet dana. Pri tome povreda, ne mora biti teška u medicinskom smislu – npr. može biti samo izolraan prijelom, bedrene kosti.
Broj onih koji poslije povrede razviju kliničku sliku sistemske masne embolije, kreće se od 1 do 4 posto ili više (neki smatraju i do 22 posto), a od tog broja 10 do 33 posto bolesnika i umire. Procena mortaliteta i morbiditeta je vrlo nezahvalna i teška, jer posljedice uvelike ovise i od drugih bolesti ili težine povreda (npr. na glavi i prsnom košu). Ukupna smrtnost od masne embolije može biti i niska (5-15%), pod uvjetom da se intervencija obavi na primjeren način, i spriječe respiratorne komplikacije kao neposredni uzrok mortaliteta. Veći je morbiditet povezan i s moždanim komplikacijama i fokalnim (žarišnim) neurološkim oštećenjima.

### Plinska embolija
Zračna ili plinska embolija (lat.: embolia aereogaseosa) nastaje prodiranjem dovoljne količine zraka u krvotok (najmanje 100 do 150 cm3), što može za posljedicu imati nastanak simptoma i smrt. Prema mjestu začepljenja krvnih žila mjehurima zraka razlikuje se plućna i sistemska zračna embolija.
Plućna zračna embolija, nastaje prodorom mjehurića zraka u venski krvotok. Ako su mjehurići zraka dovoljno veliki, tada već u desnoj polovici srca mogu blokirati krvotok, što se također dešava u plućnoj arteriji i njenim ograncima i kapilarama. Da bi došlo do prodiranja zraka u vene, moraju biti ostvarena dva uvjeta: da u venama vlada negativan tlak u odnosu na atmosferski, što se događa u udisaju i da stijenka vene ne kolabira, odnosno da otvor prouzročen povredom na venskoj stjenci ostane otvoren. Ovakvi se uvjeti mogu ostvariti kod većih vena, čija je stjenka fiksirana, kao što je slučaj u ramenom i zdjeličnom području i u slivu dure mater. Plućna zračna embolija se dešava i kod povreda drugih većih vena bližih srcu, kao što su vratne vene i u gornjem djelu prsnog koša.
Zračna embolija se događa uglavnom kod kirurških intervencija u oblasti vrata i prsog koša, ako dođe do otvaranja velikih vena, ili u ginekologiji u tijeku aktivnog utiskivanja zraka u vene maternice prilikom insuflacije jajovoda u terapijske svrhe.
Plinska embolija, je zdravstveni poremećaj, uzrokovan sindromom nagle dekompresije, koji se karakterizira prisutnošću mjehurića plina u arterijskom krvotoku, i posljedičnim začepljenjaem krvnih žila mozga, pluća ili srca s kliničkom slikom paralize, zastoja disanja, gušenja, moždanog udara, infarkta pluća ili srca i drugih pratećih poremećaja. Plinska embolija je jedan od glavnih uzroka smrti pri ronjenju ili boravku u kesonima prouzročen barotraumom koji obično biva neotkriven.

### Embolija plodnom vodom
Embolija plodnom vodom ili amniotskom tekućinom nastaje kao komplikacija vrlo teškog porođaja. Ona je potencijalno smrtonosna opstetrička komplikacija koja se javlja po stopi od 1 na 8.000 do 1 na 80.000 trudnoća i najčešći je uzrok smrti majki povezan s porođajem. Smrtnost majki javlja se u 61 posto slučajeva, sa samo 15% preživjelih žena bez posljedica.
Embolija plodnom vodom se obično dešava tijekom porođaja, ali može nastati i tijekom prekida trudnoće, nakon povrede trbuha (abdominalne traume), i tijekom amnioinfuzije.
Točan način prijelaza plodne vode u krvotok majke nije jasan. Vjerojatno dolazi do nastanka pukotina amniona, pri čemu se plodna voda, uvlači između koriona i decidue pomoću kontrakcija maternice i utiskuje se u intervilozne prostore posteljice (krvotok majke). Prijelaz sastojaka plodne vode (kazeozni vreniks, mekonij, pločasti epitel, epidermis, sluz, lanugo dlačice) ima za posljedicu izraženu sklonost trombozi, jer se u plodnoj vodi nalazi trombokinaza i kalcij. Kao rezultat toga stvaraju se trombi u venama maternice, ali i u plućnim krvnim žilama majke.

Zbog mehaničkog začepljenja sastojcima plodne vode i trombima, kao i reaktivne vazokonstrikcije plućnog krvotoka dolazi do akutnog porasta tlaka u malom krvotoku i razvija se produženi šok. 
Zbog jake potrošnje fibrinogena kod masovnog stvaranja raspršenih mikrotromba, odnosno koagulopatije zbog potrošnje javlja se teška hemoragična dijateza koja može da dovede do smrti porodilje.
Trenutno nema jasno definiranih dijagnostičkih metoda u dijagnosticiranju embolije plodovom vodom. U Sjedinjenim Američkim Državama i Velikoj Britaniji postoje dijagnosički protokoli koji uključuju četiri kriterija, koji moraju biti ispunjeni da bi se dijagnosticirala embolija plodnom vodom.
- 1. Akutna hipotenzija ili srčani zastoj
- 2. Akutna hipoksija
- 3. Koagulopatija ili teško krvarenje u nedostatku drugih objašnjenja
- 4. Porođaj u tijeku; carski rez, dilatacija i evakuacija ploda, ili 30 minuta nakon porođaja bez drugog objašnjnjivog uzroka.

### Embolija stanicama
Emboliju stanicama uzrokuje prijenos stanica ili združenih grupica stanica putem krvi, koje se fiziološki ne nalaze u krvotoku. Najčešći oblik embolije stanicama je embolija megakariocitima, kao i stanicama kostne srži, koje ulaze u krvotok tijekom povreda (prijelom, punkcija prsne kosti itd.), ponekad u kombinaciji s masnom embolijom
Za vrijeme trudnoće može doći do embolije sincicijalnim stanicama trofoblasta, a ponekad i prijenosa resica posteljice u plućni krvotok. Ovo nema praktičnog značaja, jer je količina elemenata sasvim mala.
Poslije težih povreda jetre nerijetko dolazi do embolije stanicama jetre.
Embolija tumoralnim stanicama nastaje prodorom tkiva tumora u vene ili limfne žile, s prenošenjem stanica u ubližnji sustav kapilara ili u regionalne limfne čvorove. Ako postoji niska odbrambena sposobnost organizma, dolazi do naseljavanja stanica tumora, i formiranja sekundarnih tumora ili tumoralnih metastaza.

### Embolija bakterijama
Ova vrsta embolije, koja se često naziva i septička embolija, izazvana je prenošenjem nakupina bakterija krvnim putem.
Ako se gnojna nakupina probije u krvnu žilu ili izazove stvaranje septičke tromboze, tada bakterije mogu prijeći u krvotok i naseliti se na određenim mjestima:
- plućima ispod pleure (subpleuralna embolija)
- bubrezima u podrčju bubrežne kore
- metafizi dugih cjevastih kostiju.

Takvo naseljavanje bakterija može se u principu javiti u svakom drugom organu. Pri tome mogu nastati sitni apscesi, koji su okruženi hemoragičnim pojasom metatsatskih pijemičnih apscesa.

### Embolija stranim tijelima
Pojava embolija izazvanih stranim tijelima vrlo je rijetka. Primjeri ove vrste embolija su:
- Embolija izazvana antrakotičnim pigmentom, kod koje čestice ugljene prašine, nakon prodora u plućne vene, mogu dospijeti u periferne sistemske vene kao i u slezenu, koštanu srž i trbušne limfne čvorove. Depigmentacija pluća u okviru kroničnog supstancijalnog emfizema s prijenosomm antrakotičnog pigmenta iz pluća u sistemski krvotok, karakterističan je primjer ove vrste embolije.
- Embolije nastale prijenosom odlomljenih dijelova medicinske opreme, npr. dijelova venskih katetera.
- Embolije nastale prijenosom dijelova projektila krvnim žilama.

### Embolija parazitima
Iako se životinjski paraziti veoma rijetko mogu naći u krvnim žilama, događa se da ciste ehinokoka u jetri prodru u grane vena jetre i potom se kao embolusi putem krvi prenesu u pluća.
Ponekad dolazi do smrtonosne masivne embolije stabla plućne artertije hitinskim membranama ehinokokne ciste.
Krvnim putem mogu se širiti i embolusi trihinele i larve cestoda (Cysticercus Cellulosae).

## Podjela embolije prema krvotoku u kome nastaju
Prema krvotoku u kome nastaju razlikujemo; venske embolije, na venskoj strani krvotoka, i to u plućnom krvotoku i arterijske embolije koje nastaju u velikom krvotoku.
Kod arterijske embolije u velikom krvotoku najčešći organi koji bivaju pogođeni embolijom su: mozak, slezena, bubrezi, mazenterijalne arterije i arterije donjih udova.

### Etiologija arterijskih embolija
Arterijska embolija može biti izazvana kretanjem jednog ili više embolusa, koji se na svom putu kroz arterijsku cirkulaciju mogu zaglaviti u lumenu arterije i potpuno blokirati protok krvi. Prekid cirkulacije distalno od začepljenja izaziva hipoksiju zbog nedostatka kiseika u stanicama i tkivima i, što dovodi do oštećenja tkiva i njihove smrti (nekroza).
Arterijske embolije su najčešće lokalizirane u nogama i stopalima. Neke se mogu javiti u mozgu, gdje uzrokuju moždani udar, ili u srcu, gdje uzrokuju srčani udar. Rjeđe se nalaze u arterijama bubrega, crijeva, očiju i drugih organa.
Atrijalna fibrilacija je jedan od glavnih faktora rizika za nastanak arterijske embolije.
Rizik od embolije povećava poremećaj faktora koagulacije (kao što je npr. porast broja trombocita), koji imaju tendenciju povećanog formiranja ugrušaka krvi, posebno u uslovima povrede ili oštećenja arterijskih stijenki.
Drugi faktori koji predstavljaju veliki rizik arterijske embolizacije (posebno moždanih) predstavljaju mitralna stenoza, endokarditis (infekcija s unutarnje strane srca), poremećaji srčanog ritma, povrede pluća, masna embolija nakon prijeloma kostiju, disekantna aneurizma aorte, poliglobulija, kontracepcijska sredstva kod osoba koje imaju migrenske glavobolje itd.
Izvor embolusa može biti i nestabilni (vulerabilni) aterosklerotski plak kod opće ateroskleroze u aorti i drugim velikim arterijama. Ovi se embolusi mogu osloboditi iz nestabilnog plaka i putovati krvotokom niže prema nogama i stopalima.

### Etiologija venskih embolija
Kod normalnog krvotoka, tromb ili embolus koji se razvije u sistemskom venskom krvotoku uvijek e pogoditi pluća, nakon prolaza kroz desnu srčanu predklijetku i klijetku. Nastala plućna embolija je najčešća komplikacija tromboze dubokih vena. Većina venskih tromboza pogađaju bedrenu venu.

## Terapija
Terapijski pristup može biti kirurške ili farmakološki. Kirurška terapija predviđa operativno odstranjenje embolusa (embolektomija), dok se kod blažih slučajeva koriste lijekovi koji rastvaraju ugruške i sprječavaju njihovo ponovno formiranje (tromboliza). Kod plinske embolije koristi se terapija u hiperbaričnim komorama.